# Charouz Racing System

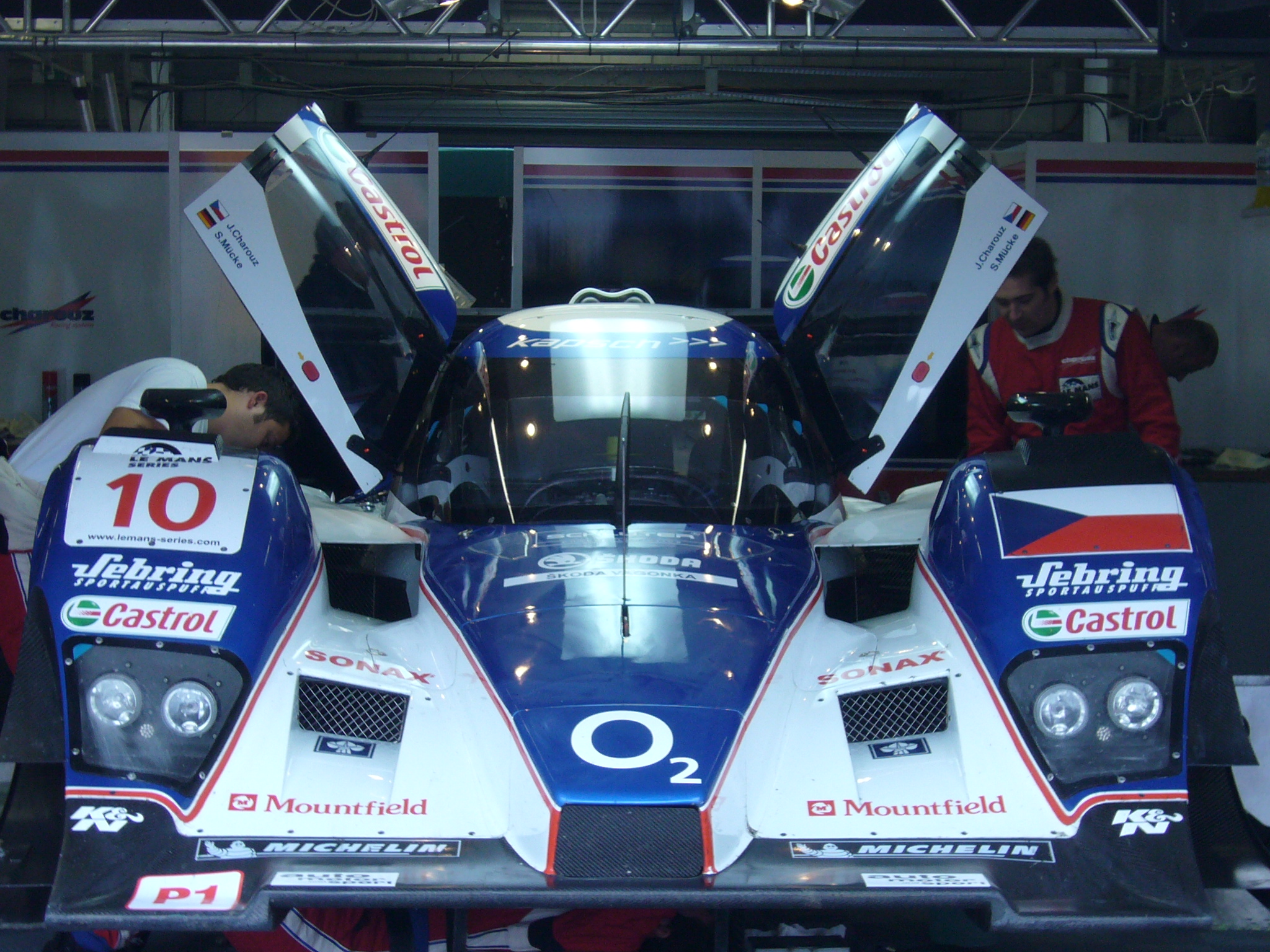
La Charouz Lola B08/60-Aston Martin che compete nella Le Mans Series.

La Charouz Racing System (CHRS, che ha corso anche con la denominazione Lotus nella World Series Formula V8 3.5) è una squadra della Repubblica Ceca, fondata nel 1985 da Antonín Charouz, che partecipa al Campionato FIA di Formula 2 e Formula 3. Dal 2019 è Junior Team della Sauber di Formula 1.

## Storia
Negli anni 80, il team Charouz partecipa all'European Championship of Circuit Races' 1600 cc division con una Toyota Corolla.
Dal 1998, il team partecipa all'European Rally Championship, la Slovak Championship e European Zone series.
Quando l'A1 Grand Prix fa il suo esordio nel 2005, Charouz gestisce il team della Repubblica Ceca. Successivamente la squadra inizia a gestire anche il team del Brasile.
Nel 2007 inizia a gareggiare nella Le Mans Series correndo con un prototipo Lola-Judd. La squadra conclude l'anno in quinta posizione, con un secondo posto nella gara di Valencia. Nel 2008 il team comincia una collaborazione con Aston Martin Racing e Prodrive, usando una nuova Lola B08/60 coupé nella serie Le Mans e la 24 Ore di Le Mans. Nel 2009 riescono a vincere il campionato.
Nel 2010 il team partecipa con 4 auto alla Auto GP.

### Formula Renault 3.5
Dal 2011 partecipa al campionato Formula V8 3.5. Nel 2017, ultima stagione della categoria, riescono a vincere il campionato con Pietro Fittipaldi, con la denominazione Lotus.

### Formula 4
Dal 2018 il team partecipa al campionato di Formula 4 tedesca correndo in collaborazione con US Racing e ottiene fin da subito ottimi risultati, con Lirim Zendeli che vince il campionato piloti e David Schumacher (figlio dell'ex pilota di Formula 1 Ralf) che arriva primo nella classifica riservata ai rookie. La squadra vince inoltre il titolo riservato ai team.

### Formula 3
Il 14 Novembre 2018 viene annunciato che, a partire dalla stagione 2019 la squadra diventerà il Junior Team della Sauber in tutte le categorie FIA propedeutiche alla Formula 1, confermando quindi la partecipazione del team anche al nuovo Campionato FIA di Formula 3, che sostituisce la GP3 Series. Per la prima stagione della categoria ingaggia Fabio Scherer, Lirim Zendeli e Raoul Hyman. Nelle prime due stagioni il team non riesce ad ottenere risultati di rilievo, con un settimo posto quale miglior risultato in gara.

### Formula 2
Nel 2018 la squadra partecipa per la prima volta al campionato di Formula 2, scegliendo come piloti Antonio Fuoco e Louis Delétraz. Nel corso della stagione ottiene due vittorie e quattro terzi posti con Fuoco, che termina settimo in campionato, e due podi con Delétraz. La squadra termina la stagione al sesto posto della classifica a squadre.
Nella stagione 2019 i piloti scelti sono Callum Ilott e Juan Manuel Correa. La squadra chiude il campionato al sesto posto e ottiene quattro podi, in una stagione funestata dalla morte di Anthoine Hubert in un incidente con Correa. Nella successiva stagione 2020 i piloti sono Louis Delétraz e Pedro Piquet, con il primo che riesce ad ottenere cinque podi e l'ottavo posto nella classifica piloti. La squadra termina settima nella classifica riservata ai team.

## Risultati

### Formula 2
| Stagione | Vettura            | Piloti             | Gare    | Vittorie | Pole | GPV   | Punti   | C.P. | C.T. |
| -------- | ------------------ | ------------------ | ------- | -------- | ---- | ----- | ------- | ---- | ---- |
| 2018     | Dallara-Mecachrome | Antonio Fuoco      | 23      | 2        | 0    | 1     | 141     | 7º   | 6º   |
| 2018     | Dallara-Mecachrome | Louis Delétraz     | 24      | 0        | 0    | 0     | 74      | 10º  | 6º   |
| 2019     | Dallara-Mecachrome | Callum Ilott       | 22      | 0        | 1    | 0     | 74      | 11º  | 6º   |
| 2019     | Dallara-Mecachrome | Juan Manuel Correa | 18      | 0        | 0    | 0     | 36      | 13º  | 6º   |
| 2019     | Dallara-Mecachrome | Matevos Isaakyan   | 4       | 0        | 0    | 0     | 0       | 25º  | 6º   |
| 2020     | Dallara-Mecachrome | Louis Delétraz     | 24      | 0        | 0    | 2     | 134     | 8º   | 7º   |
| 2020     | Dallara-Mecachrome | Pedro Piquet       | 24      | 0        | 0    | 0     | 3       | 20º  | 7º   |
| 2021     | Dallara-Mecachrome | Richard Verschoor  | 20 (3)  | 0        | 0    | 0     | 56 (1)  | 11º  | 10º  |
| 2021     | Dallara-Mecachrome | David Beckmann     | 17 (12) | 0        | 0    | 0     | 32 (25) | 15º  | 10º  |
| 2021     | Dallara-Mecachrome | Enzo Fittipaldi    | 8       | 0        | 0    | 0     | 2       | 20º  | 10º  |
| 2021     | Dallara-Mecachrome | Guilherme Samaia   | 23      | 0        | 0    | 0     | 0       | 24º  | 10º  |
| 2022     | Dallara-Mecachrome | Enzo Fittipaldi    | 28      | 0        | 0    | 0     | 126     | 8º   | 8º   |
| 2022     | Dallara-Mecachrome | David Beckmann     | 14 (2)  | 0        | 0    | 1 (0) | 25 (4)  | 18º  | 8º   |
| 2022     | Dallara-Mecachrome | Cem Bölükbaşı      | 16      | 0        | 0    | 0     | 0       | 24º  | 8º   |
| 2022     | Dallara-Mecachrome | Tatiana Calderón   | 7       | 0        | 0    | 0     | 0       | 28ª  | 8º   |

### Formula 3
| Stagione | Vettura            | Piloti              | Gare | Vittorie | Pole | GPV | Punti | C.P. | C.T. |
| -------- | ------------------ | ------------------- | ---- | -------- | ---- | --- | ----- | ---- | ---- |
| 2019     | Dallara-Mecachrome | Fabio Scherer       | 16   | 0        | 0    | 0   | 7     | 17º  | 8º   |
| 2019     | Dallara-Mecachrome | Lirim Zendeli       | 16   | 0        | 0    | 0   | 6     | 18º  | 8º   |
| 2019     | Dallara-Mecachrome | Raoul Hyman         | 16   | 0        | 0    | 0   | 2     | 22º  | 8º   |
| 2020     | Dallara-Mecachrome | Roman Staněk        | 18   | 0        | 0    | 0   | 3     | 21º  | 10º  |
| 2020     | Dallara-Mecachrome | Michael Belov       | 6    | 0        | 0    | 0   | 1     | 23º  | 10º  |
| 2020     | Dallara-Mecachrome | Igor Fraga          | 16   | 0        | 0    | 0   | 1     | 24º  | 10º  |
| 2020     | Dallara-Mecachrome | David Schumacher    | 12   | 0        | 0    | 0   | 0     | 28º  | 10º  |
| 2021     | Dallara-Mecachrome | Logan Sargeant      | 20   | 1        | 0    | 0   | 102   | 7º   | 5º   |
| 2021     | Dallara-Mecachrome | Enzo Fittipaldi     | 12   | 0        | 0    | 0   | 25    | 17º  | 5º   |
| 2021     | Dallara-Mecachrome | Reshad de Gerus     | 12   | 0        | 0    | 1   | 0     | 28º  | 5º   |
| 2021     | Dallara-Mecachrome | Hunter Yeany        | 6    | 0        | 0    | 0   | 0     | 33º  | 5º   |
| 2021     | Dallara-Mecachrome | Zdeněk Chovanek     | 8    | 0        | 0    | 0   | 0     | 34°  | 5º   |
| 2021     | Dallara-Mecachrome | Ayrton Simmons      | 2    | 0        | 0    | 0   | 0     | 35º  | 5º   |
| 2022     | Dallara-Mecachrome | Francesco Pizzi     | 18   | 0        | 0    | 0   | 1     | 27º  | 10º  |
| 2022     | Dallara-Mecachrome | David Schumacher    | 4    | 0        | 0    | 0   | 0     | 28º  | 10º  |
| 2022     | Dallara-Mecachrome | Lirim Zendeli       | 2    | 0        | 0    | 0   | 0     | 31º  | 10º  |
| 2022     | Dallara-Mecachrome | Ayrton Simmons      | 2    | 0        | 0    | 0   | 0     | 35º  | 10º  |
| 2022     | Dallara-Mecachrome | László Tóth         | 18   | 0        | 0    | 0   | 0     | 37º  | 10º  |
| 2022     | Dallara-Mecachrome | Christian Mansell   | 4    | 0        | 0    | 0   | 0     | 38º  | 10º  |
| 2022     | Dallara-Mecachrome | Alessandro Famularo | 2    | 0        | 0    | 0   | 0     | 39º  | 10º  |
| 2022     | Dallara-Mecachrome | Zdeněk Chovanek     | 4    | 0        | 0    | 0   | 0     | 40º  | 10º  |

### Formula Renault 3.5
| Formula Renault 3.5 | Formula Renault 3.5    | Formula Renault 3.5     | Formula Renault 3.5 | Formula Renault 3.5 | Formula Renault 3.5 | Formula Renault 3.5 | Formula Renault 3.5 | Formula Renault 3.5 | Formula Renault 3.5 | Formula Renault 3.5 |
| Anno                | Nome                   | Macchina                | Piloti              | Gare                | Vittorie            | Pole                | GV                  | Punti               | C.P.                | C.C.                |
| ------------------- | ---------------------- | ----------------------- | ------------------- | ------------------- | ------------------- | ------------------- | ------------------- | ------------------- | ------------------- | ------------------- |
| 2011                | Gravity–Charouz Racing | Dallara T08-Renault     | Jan Charouz         | 17                  | 0                   | 0                   | 1                   | 10                  | 25°                 | 7°                  |
| 2011                | Gravity–Charouz Racing | Dallara T08-Renault     | Brendon Hartley     | 17                  | 0                   | 0                   | 2                   | 95                  | 7°                  | 7°                  |
| 2012                | Lotus                  | Dallara FR35/12-Renault | Richie Stanaway     | 5                   | 0                   | 0                   | 0                   | 8                   | 22°                 | 6°                  |
| 2012                | Lotus                  | Dallara FR35/12-Renault | César Ramos         | 4                   | 0                   | 0                   | 0                   | 0                   | 30°                 | 6°                  |
| 2012                | Lotus                  | Dallara FR35/12-Renault | Nigel Melker        | 2                   | 0                   | 0                   | 0                   | 15                  | 19°                 | 6°                  |
| 2012                | Lotus                  | Dallara FR35/12-Renault | Kevin Korjus        | 6                   | 0                   | 0                   | 0                   | 69*                 | 10°*                | 6°                  |
| 2012                | Lotus                  | Dallara FR35/12-Renault | Marco Sørensen      | 17                  | 1                   | 0                   | 0                   | 122                 | 6°                  | 6°                  |
| 2013                | Lotus                  | Dallara FR35/12-Renault | Marco Sørensen      | 17                  | 2                   | 2                   | 1                   | 113                 | 7°                  | 7°                  |
| 2013                | Lotus                  | Dallara FR35/12-Renault | Marlon Stöckinger   | 17                  | 0                   | 0                   | 0                   | 23                  | 18°                 | 7°                  |
| 2014                | Lotus                  | Dallara FR35/12-Renault | Marlon Stöckinger   | 17                  | 0                   | 0                   | 0                   | 73                  | 9°                  | 5°                  |
| 2014                | Lotus                  | Dallara FR35/12-Renault | Matthieu Vaxivière  | 13                  | 0                   | 0                   | 0                   | 83                  | 8°                  | 5°                  |
| 2014                | Lotus                  | Dallara FR35/12-Renault | Richie Stanaway     | 4                   | 0                   | 0                   | 0                   | 21                  | 18°                 | 5°                  |
| 2015                | Lotus                  | Dallara FR35/12-Renault | Matthieu Vaxivière  | 18                  | 3                   | 5                   | 5                   | 234                 | 2°                  | 2°                  |
| 2015                | Lotus                  | Dallara FR35/12-Renault | Meindert van Buuren | 9                   | 0                   | 0                   | 1                   | 20                  | 15°                 |                     |
| 2015                | Lotus                  | Dallara FR35/12-Renault | Marlon Stöckinger   | 8                   | 0                   | 0                   | 0                   | 14                  | 17°                 |                     |
| 2015                | Lotus                  | Dallara FR35/12-Renault | Nick Yelloly        | 2                   | 0                   | 0                   | 0                   | 6                   | 20°                 |                     |

| World Series Formula V8 3.5 | World Series Formula V8 3.5 | World Series Formula V8 3.5 | World Series Formula V8 3.5 | World Series Formula V8 3.5 | World Series Formula V8 3.5 | World Series Formula V8 3.5 | World Series Formula V8 3.5 | World Series Formula V8 3.5 | World Series Formula V8 3.5 | World Series Formula V8 3.5 |
| Anno                        | Nome                        | Macchina                    | Piloti                      | Gare                        | Vittorie                    | Pole                        | GV                          | Punti                       | C.P.                        | C.C.                        |
| --------------------------- | --------------------------- | --------------------------- | --------------------------- | --------------------------- | --------------------------- | --------------------------- | --------------------------- | --------------------------- | --------------------------- | --------------------------- |
| 2016                        | Lotus                       | Dallara T12-Zytek           | René Binder                 | 18                          | 0                           | 0                           | 0                           | 161                         | 7°                          | 2°                          |
| 2016                        | Lotus                       | Dallara T12-Zytek           | Roy Nissany                 | 18                          | 3                           | 3                           | 5                           | 189                         | 4°                          |                             |
| 2017                        | Lotus                       | Dallara T12-Zytek           | René Binder                 | 18                          | 4                           | 2                           | 3                           | 201                         | 4°                          | 1°                          |
| 2017                        | Lotus                       | Dallara T12-Zytek           | Pietro Fittipaldi           | 18                          | 6                           | 10                          | 2                           | 259                         | 1°                          |                             |

| A1 Grand Prix | A1 Grand Prix | A1 Grand Prix          | A1 Grand Prix | A1 Grand Prix | A1 Grand Prix | A1 Grand Prix | A1 Grand Prix | A1 Grand Prix |
| Anno          | Macchina      | Team                   | Gare          | Vittorie      | Pole          | GV            | Punti         | C.C.          |
| ------------- | ------------- | ---------------------- | ------------- | ------------- | ------------- | ------------- | ------------- | ------------- |
| 2005–06       | Lola-Zytek    | A1 Team Czech Republic | 22            | 1             | 0             | 0             | 56            | 12°           |
| 2006–07       | Lola-Zytek    | A1 Team Czech Republic | 22            | 0             | 0             | 0             | 27            | 12°           |
| 2006–07       | Lola-Zytek    | A1 Team Brazil         | 22            | 0             | 0             | 0             | 9             | 18°           |
| 2007–08       | Lola-Zytek    | A1 Team Czech Republic | 20            | 0             | 0             | 0             | 10            | 19°           |

| F3000 International Masters | F3000 International Masters | F3000 International Masters | F3000 International Masters | F3000 International Masters | F3000 International Masters | F3000 International Masters | F3000 International Masters | F3000 International Masters |
| Anno                        | Macchina                    | Piloti                      | Gare                        | Vittorie                    | Pole                        | GV                          | Punti                       | C.P.                        |
| --------------------------- | --------------------------- | --------------------------- | --------------------------- | --------------------------- | --------------------------- | --------------------------- | --------------------------- | --------------------------- |
| 2006                        | Lola B02/50-Zytek           | Jan Charouz                 | 15                          | 2                           | 0                           | 75                          | 1st                         | 1°                          |
| 2006                        | Lola B02/50-Zytek           | Jaroslav Janiš              | 6                           | 4                           | 2                           | 54                          | 3°                          | 1°                          |
| 2006                        | Lola B02/50-Zytek           | Luiz Razia                  | 3                           | 3                           | 0                           | 30                          | 8°                          | 1°                          |
| 2006                        | Lola B02/50-Zytek           | Filip Salaquarda            | 2                           | 0                           | 0                           | 16                          | 12°                         | 1°                          |
| 2006                        | Lola B02/50-Zytek           | Tomáš Kostka                | 2                           | 1                           | 1                           | 11                          | 16°                         | 1°                          |
| 2006                        | Lola B02/50-Zytek           | Vitaly Petrov               | 2                           | 0                           | 1                           | 0                           | NC                          | 1°                          |

- C.P. = Posizione nel campionato piloti C.C. = posizione nel campionato costruttori.

### Sport car
| 24 Ore di Le Mans | 24 Ore di Le Mans | 24 Ore di Le Mans | 24 Ore di Le Mans | 24 Ore di Le Mans                              | 24 Ore di Le Mans                   | 24 Ore di Le Mans | 24 Ore di Le Mans | 24 Ore di Le Mans | 24 Ore di Le Mans | 24 Ore di Le Mans |
| Anno              | Classe            | N.                | Pneumatici        | Macchina                                       | Piloti                              | Pole              | GV                | Giri              | Pos.              | Class Pos.        |
| ----------------- | ----------------- | ----------------- | ----------------- | ---------------------------------------------- | ----------------------------------- | ----------------- | ----------------- | ----------------- | ----------------- | ----------------- |
| 2007              | LMP1              | 15                | M                 | Lola B07/17-Judd GV5.5 S2 5.5L V10             | Jan Charouz Stefan Mücke Alex Yoong | no                | no                | 338               | 8°                | 5°                |
| 2008              | LMP1              | 10                | M                 | Lola B08/60-Aston Martin 6.0L V12              | Jan Charouz Tomáš Enge Stefan Mücke | no                | no                | 354               | 9°                | 9°                |
| 2008              | LMP1              | 12                | M                 | Lola B07/17-Judd GV5.5 S2 5.5L V10             | Greg Pickett Klaus Graf Jan Lammers | no                | no                | 146               | RIT               | RIT               |
| 2009              | LMP1              | 007               | M                 | Lola-Aston Martin B09/60-Aston Martin 6.0L V12 | Jan Charouz Tomáš Enge Stefan Mücke | no                | no                | 373               | 4th               | 4°                |

| Le Mans Series | Le Mans Series | Le Mans Series                     | Le Mans Series                      | Le Mans Series | Le Mans Series | Le Mans Series | Le Mans Series | Le Mans Series | Le Mans Series |
| Anno           | Classe         | Macchina                           | Piloti                              | Gare           | Vittorie       | Pole           | GV             | Punti          | C.C.           |
| -------------- | -------------- | ---------------------------------- | ----------------------------------- | -------------- | -------------- | -------------- | -------------- | -------------- | -------------- |
| 2007           | LMP1           | Lola B07/17-Judd GV5.5 S2 5.5L V10 | Jan Charouz Stefan Mücke Alex Yoong | 6              | 0              | 0              | 0              | 15             | 5°             |
| 2008           | LMP1           | Lola B08/60-Aston Martin 6.0L V12  | Jan Charouz Stefan Mücke            | 5              | 0              | 0              | 0              | 19             | 5°             |
| 2009           | LMP1           | Lola B09/60-Aston Martin 6.0L V12  | Tomáš Enge Jan Charouz Stefan Mücke | 5              | 2              | 1              | ?              | 39             | 1°             |